# Yeniköy, Babadağ
Yeniköy là một xã thuộc huyện Babadağ, tỉnh Denizli, Thổ Nhĩ Kỳ. Dân số thời điểm năm 2010 là 401 người.